# Keystone Pictures Studio
La Keystone Pictures Studio fu una casa di produzione cinematografica statunitense fondata nel 1912 e attiva nel periodo del film muto, fino ai primi anni trenta.
Ancora oggi, universalmente, Keystone è sinonimo di film comico. Mack Sennett ne fu subito il direttore, l'anima, leader indiscusso e artefice di centinaia e centinaia di cortometraggi, in puro stile slapstick, nel periodo epico e pionieristico agli albori della settima arte.

## Origini
La casa di produzione cinematografica Keystone fu fondata come costola della casa madre New York Motion Picture Company dai suoi due proprietari e uomini d'affari Adam Kessel e Charles Bauman e specificatamente dedicata alla produzione di film comici, affidandone la direzione al genio di Sennett e stanziandosi su un'area che fu stabilimento cinematografico della Bison (già assorbita dalla New York Motion) e prima ancora un ranch per l'allevamento di cavalli (stabilimento cinematografico è una parola grossa, in realtà si trattava di un appezzamento di terreno di circa cinquecento metri quadrati delimitato da una palizzata di legno con un bungalow adibito ad ufficio e camerino), situato presso Edendale, zona periferica di Los Angeles, e all'epoca quartiere di vecchie costruzioni pericolanti e depositi d'attrezzi agricoli, ma con un pregio notevole che la fece prescegliere.
I sole californiano che notoriamente illuminava perennemente quella terra e di conseguenza, ma di primaria importanza, l'abbattimento dei tempi di fermo lavorazione per maltempo (all'epoca tutto era girato in esterno, non era utilizzata l'illuminazione artificiale, ancora poco affidabile e dispendiosa in tempi d'allestimento, si usava foderare gli studi con lenzuola bianche per meglio riflettere e diffondere la luce solare: un occhio attento può facilmente scorgere l'ombra delle lenzuola sventolanti che compare spesso accidentalmente nei film dell'epoca).

## L'impronta di Sennett

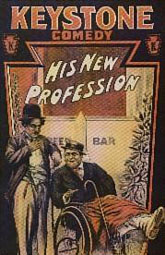
Poster del film Charlot in cerca di lavoro (1914) con Charlie Chaplin

All'epoca il cinema era in fase espansionistica e fonte di lauti e facili profitti a fronte di ridicoli investimenti: tutto ciò che serviva per produrre film era l'acquisto di una macchina da ripresa, impiegare qualche attore, allestire un party, girare la manovella… ed il film era fatto (in genere una bobina, due al massimo per la durata di una decina di minuti scarsi l'una).
Sennett agli inizi approfittò degli eventi sociali delle località limitrofe come manifestazioni sportive, parate in uniforme, esibizioni e quant'altro potesse servire da sfondo alle gesta della troupe dei suoi attori che poi si esibivano sfoderando il loro repertorio fatto di comicità grossolana, aggressiva, anche cattiva, imbastita sulle disgrazie altrui e forsennatamente agitata, tutti e tutto erano perennemente in movimento, saltando, cadendo, sfasciando, generando il caos: la comicità alla Keystone era il caos, era lo slapstick.
La prima compagnia allestita e diretta da Sennett marchiata Keystone e riconoscibile come tale fu la sgangherata accozzaglia di maldestri, inetti e goffi poliziotti siglati come Keystone Cops, perennemente beffati e sconfitti dal male: tra loro Fatty, e i colleghi e presto star Ben Turpin, Charley Chase, Chester Conklin, Mack Swain, Edgar Kennedy, Ford Sterling, Fred Mace, Henry Lehrman anche quale secondo regista; il cast femminile vedeva della squadra Minta Durfee, Alice Davenport, Phyllis Allen e su tutta la compagnia brillava la stella della primadonna e compagna di Sennett: Mabel Normand.
Nel 1913 Sennett chiamò un giovane e ancora sconosciuto attore emigrato dall'Inghilterra e giunto negli Stati Uniti in cerca di gloria con la mitica troupe di Fred Karno: Charlie Chaplin e fu allora e progressivamente che la Keystone conobbe i fasti maggiori fino all'affermazione del talento Chaplin, attestandosi su un ritmo produttivo di otto rulli mensili di pellicola girata.

## I fasti e il progressivo declino

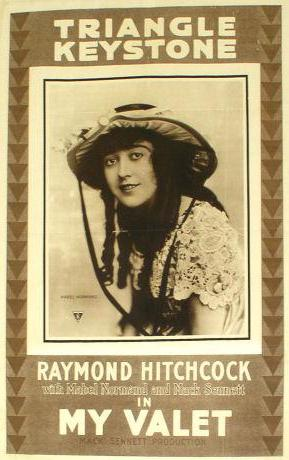
Poster del film Triangle My Valet con Mabel Normand

I cortometraggi di Charlie Chaplin furono un successo in tutto il mondo, i profitti piovvero su Sennett e sulla Keystone che si sviluppò espandendosi gradualmente ma costantemente, inglobando gli edifici e le vie adiacenti agli studios.
Alla fine del 1914 Chaplin, allo scadere del contratto che lo legava alla Keystone, e che Sennett non seppe rinnovare, abbandonò la casa di produzione per intraprendere altre strade artistiche.
Nel 1915, la Keystone diventò un'unità di produzione autonoma della Triangle Film Corporation, la casa di produzione guidata da Thomas H. Ince, D. W. Griffith e, per quello che riguardava la Keystone, da Mack Sennet.
Mabel Normand e Fatty assunsero la leadership della compagnia; nel 1917 Mack Sennett ne divenne l'unico proprietario proseguendo l'opera di ampliamento degli studios, dotandoli di una mensa per la troupe, adeguati camerini, strutture per le esigenze tecniche, uffici efficienti, reparti adibiti al ripristino mezzi incidentati e persino una mitica piscina riscaldata a disposizione anche della compagnia quando non utilizzata nelle riprese dei favolosi film delle Bellezze al bagno di cui la Keystone intuì il potenziale fascino e per prima ne produsse copie in serie. All'epoca i costumi da bagno femminili coprivano tutto ciò che era compreso tra le caviglie e i polsi: Sennett tagliò progressivamente tessuto da sopra e da sotto riscuotendo unanimi consensi e successo di pubblico.
Dalla Keystone furono avviati a fulgida carriera attori e attrici come Harold Lloyd, Harry Langdon, Gloria Swanson, Carole Lombard. Gli studios Keystone divennero una città nella città per dimensioni e importanza, arrivando a dare lavoro a più di mille persone.
Il declino però giunse inevitabile e progressivo, già innescato dalla partenza di Chaplin, quando anche Sennett abbandonò la Keystone successivamente ai migliori attori della produzione; l'ultimo film prodotto dalla Keystone fu nel 1928, nel 1932 Sennett ne vendette definitivamente la proprietà.
Nel 1935 ineluttabile la bancarotta. In seguito gli studios subirono diverse trasformazioni: ne fu ricavata dapprima una pista di pattinaggio sul ghiaccio, successivamente un teatro, quindi una pista da ballo; negli anni sessanta vi si adattarono alcuni studi televisivi della CBS Television.
Dal 1982 parte dell'area degli ex studios Keystone, l'appezzamento originale, gode di vincolo storico-artistico grazie al prodigarsi di appassionati di film d'epoca e di alcune associazioni hollywoodiane. Gli ultimi occupanti, al 1985, risultarono essere una compagnia di forniture sceniche e di costumi che riforniva una ventina di produzioni annue. Oggi parte dell'area è ancora adibita a studios cinematografici, vi furono girate alcune scene del film horror Scream 3 (2000), parte è adibita a pubblico deposito.

## Sviluppo del linguaggio cinematografico
Il genere comico di Mack Sennett fu la più importante palestra per la definitiva messa a punto del linguaggio cinematografico, grazie alla sua principale caratteristica, quella della velocità. I numeri del cinema comico erano presi dalla tradizione circense, degli acrobati e delle farse popolari, ma il montaggio poteva renderli straordinariamente frenetici e vibranti. Gli slapstick (letteralmente "schiaffo e bastone") erano dei film-giocattolo caratterizzati dal non-sense e da un rutilante vortice di sberle, pugni, calci, torte in faccia, cadute, voli, rimbalzi, fughe e inseguimenti, in una corsa collettiva indiavolata. Gli uomini lottavano contro gli oggetti spiritati, in un mondo scomposto e ricostruito alla rovescia dagli autori. Queste comiche erano composte da gag disordinate e piuttosto rozze, ma nell'insieme riuscivano a creare un mondo sovversivo e liberatorio, dove i poveri erano consolati nel vedere i ricchi beffati e derubati.
Fondamentale fu l'elaborazione del linguaggio del montaggio, grazie alle scoperte che erano naturali in un clima di sperimentazione continua, dove il centro dell'interesse era il ritmo, piuttosto che la storia, verso un linguaggio cinematografico puro basato sul movimento. Se D.W. Griffith era stato l'esempio normativo per il linguaggio cinematografico, Sennett fu quello trasgressivo: per Griffith tutto è chiaro e certo (dalle inquadrature alla divisione tra buoni e cattivi), per Sennett tutto è fluido e in mutazione. Grazie ai comici il cinema era ora in grado non solo di raccontare una storia, ma anche di rovesciarne il senso, cambiando il punto di vista narrativo e scambiando i ruoli.

## Galleria d'immagini

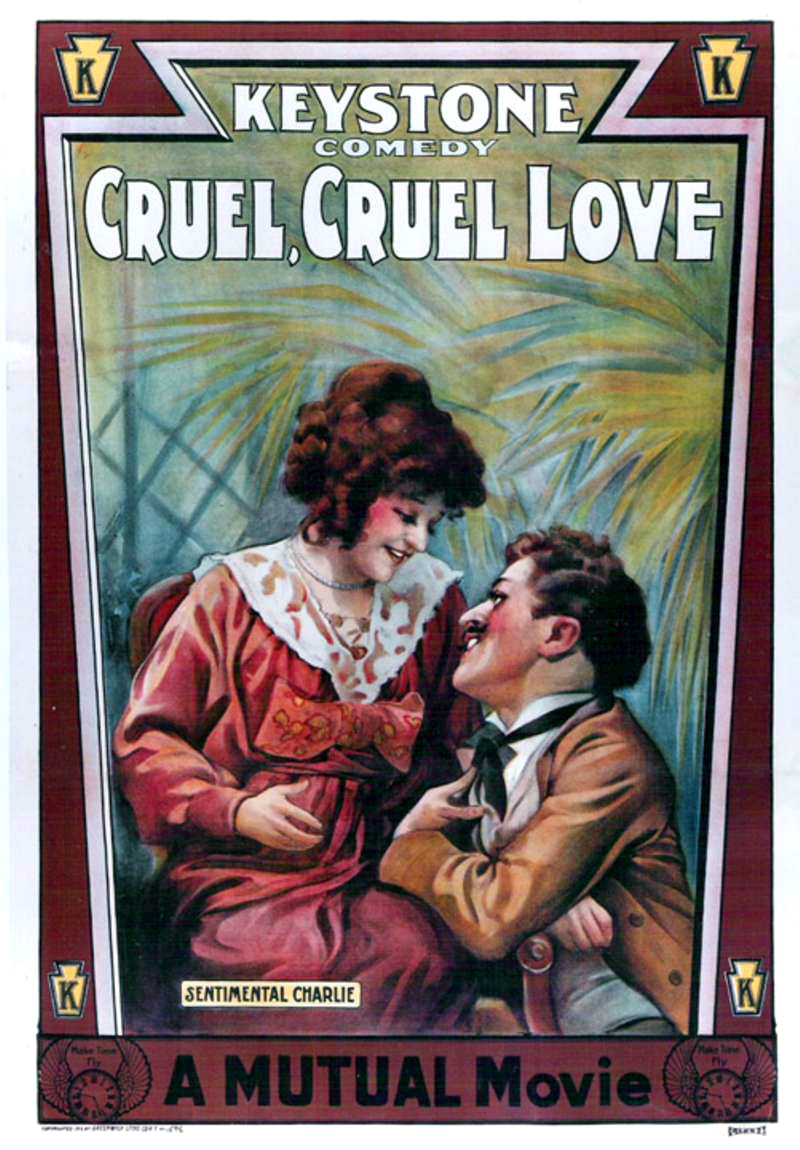
Charlot aristocratico (1914)